# 荒井正芳
荒井　正芳（あらい まさよし、1967年〈昭和42年〉5月9日 - ）は、日本の陸上自衛官。第40代 陸上幕僚長。神奈川県出身。出身職種は機甲科。

## 略歴
1990年（平成2年）3月、防衛大学校第34期を卒業し、陸上自衛隊に入隊。入隊後は機甲科部隊等で勤務したのち、東京地方協力本部長、陸上幕僚監部防衛部長、第3師団長、防衛大学校副校長、西部方面総監等の要職を歴任し、2025年（令和7年）7月15日の閣議において、8月1日付をもって第40代陸上幕僚長に任命する旨の人事が了承・発令された。

## 年譜
- 1990年（平成02年）3月：防衛大学校卒業（第34期：国際関係論専攻）

　　　　　　　　　　　　　  陸上自衛隊入隊
- 2004年（平成16年）7月：2等陸佐
- 2005年（平成17年）8月：第10偵察隊長
- 2006年（平成18年）8月：陸上幕僚監部防衛部防衛課勤務
- 2009年（平成21年）
  - 1月：1等陸佐
  - 8月：陸上自衛隊幹部学校付（防衛研究所一般課程）
- 2010年（平成22年）8月：統合幕僚監部運用部運用第1課防衛警備班長
- 2012年（平成24年）8月：第2戦車連隊長
- 2013年（平成25年）12月：統合幕僚監部防衛計画部防衛課付（内閣官房国家安全保障局）
- 2015年（平成27年）8月4日：陸将補昇任、西部方面総監部幕僚副長
- 2016年（平成28年）7月1日：陸上自衛隊研究本部総合研究部長
- 2018年（平成30年）
  - 3月27日：陸上自衛隊教育訓練研究本部研究部長
  - 8月1日：自衛隊東京地方協力本部長
- 2019年（令和元年）8月23日：陸上幕僚監部防衛部長
- 2021年（令和03年）12月22日：陸将昇任、第3師団長
- 2023年（令和05年）3月30日：防衛大学校副校長
- 2024年（令和06年）3月28日：第41代 西部方面総監に就任
- 2025年（令和07年）8月1日：第40代 陸上幕僚長に就任